# Kecamatan Sebatik
Kecamatan Sebatik (indonesiska: Sebatik) är ett distrikt i Indonesien.   Det ligger i provinsen Kalimantan Utara, i den norra delen av landet, 1 700 km nordost om huvudstaden Jakarta. Kecamatan Sebatik ligger på ön Pulau Sebatik.